# 安八町立名森小学校
安八町立名森小学校（あんぱちちょうりつ なもりしょうがっこう）は、岐阜県安八郡安八町大明神にある公立小学校である。

## 概要
- 通学区域は北今ケ渕、南今ケ渕、森部、大森、氷取、大明神、中須、大野外善光、善光、南条、中、城1-4丁目であり、公立中学校の進学先は安八町立登龍中学校である[1]。
- 創立時の名称は「登龍義校」であるが、この名称は安八町立登龍中学校に受け継がれている。

## 沿革
- 1873年（明治6年） - 安八郡の11ヶ村（氷取村、大明神村、中須村、大野村、南今ヶ淵村、善光村、森部村、南条村、大森村、北今ヶ淵村、中村）により、登龍義校が設置される。本校は大森村に設置し、森部村に第一支校、北今ヶ渕に第二支校、中村に第三支校が設置される。
- 1881年（明治14年） - 登龍義校は登龍学校に改称する。第一支校は森部学校、第三支校は中学校（なかがっこう）として分離独立する。
- 1884年（明治17年） - 登龍学校は氷取村に移転し、第二支校を廃止する。
- 1886年（明治19年） - 登龍学校は登龍尋常小学校、森部学校は森部簡易小学校、中学校は中村簡易小学校に改称する。
- 1887年（明治20年） - 森部簡易小学校は森部尋常小学校に改称する。
- 1890年（明治23年） - 中村簡易小学校は中村尋常小学校に改称する。
- 1897年（明治30年） - 氷取村、大明神村、中須村、大野村、南今ヶ淵村、善光村、森部村、南条村、大森村、北今ヶ淵村、中村が合併して名森村となる。
- 1902年（明治35年） - 登龍尋常小学校は現在の名森小学校の地に移転する。
- 1908年（明治41年） - 登龍尋常小学校、森部尋常小学校、中村尋常小学校が統合され、名森尋常高等小学校になる。
- 1941年（昭和16年）4月 - 名森国民学校に改称する。
- 1947年（昭和22年）4月 - 名森村立名森小学校に改称する。
- 1955年（昭和30年） - 名森村、牧村、結村が合併して安八村となる。それに伴い、安八村立名森小学校に改称する。
- 1960年（昭和35年） - 安八村が町制施行し安八町となる。それに伴い、安八町立名森小学校に改称する。

## 交通機関
- 名阪近鉄バス「安八町役場」バス停より徒歩10分
  - 大垣駅前バスのりば（大垣駅南） 2・3番のりばより「岐阜羽島駅」行き
2番のりばは市民病院前経由。3番のりばはソフトピアジャパン経由。
- 安八コミュニティバス南部線「氷取」バス停下車、徒歩5分

## 周辺施設
- 安八町役場
- 安八町立登龍中学校
- 三洋電機岐阜事業所
- ソーラーアーク
- 安八温泉

## 著名な出身者
- 鈴木歩佳（新体操選手）[2]